# Acanthize à croupion roux
Espèce
Statut de conservation UICN

 LC  : Préoccupation mineure
L'Acanthize à croupion roux (Acanthiza uropygialis) est une espèce de passereau appartenant à la famille des Acanthizidae. 

## Répartition
Cet oiseau est endémique d'Australie.

## Sous-espèces
Cet oiseau est représenté par deux sous-espèces :
- Acanthiza uropygialis uropygialis ;
- Acanthiza uropygialis augusta.